# Réseau routier du Puy-de-Dôme
Cet article présente l’histoire, les caractéristiques et les événements significatifs ayant marqué le réseau routier du département du Puy-de-Dôme en France.
Au 31 décembre 2017, la longueur totale du réseau routier du département du Puy-de-Dôme est de 21 041 kilomètres, se répartissant en 217 kilomètres d'autoroutes, 1 kilomètre de routes nationales, 7 210 kilomètres de routes départementales et 13 613 kilomètres de voies communales.

## Histoire

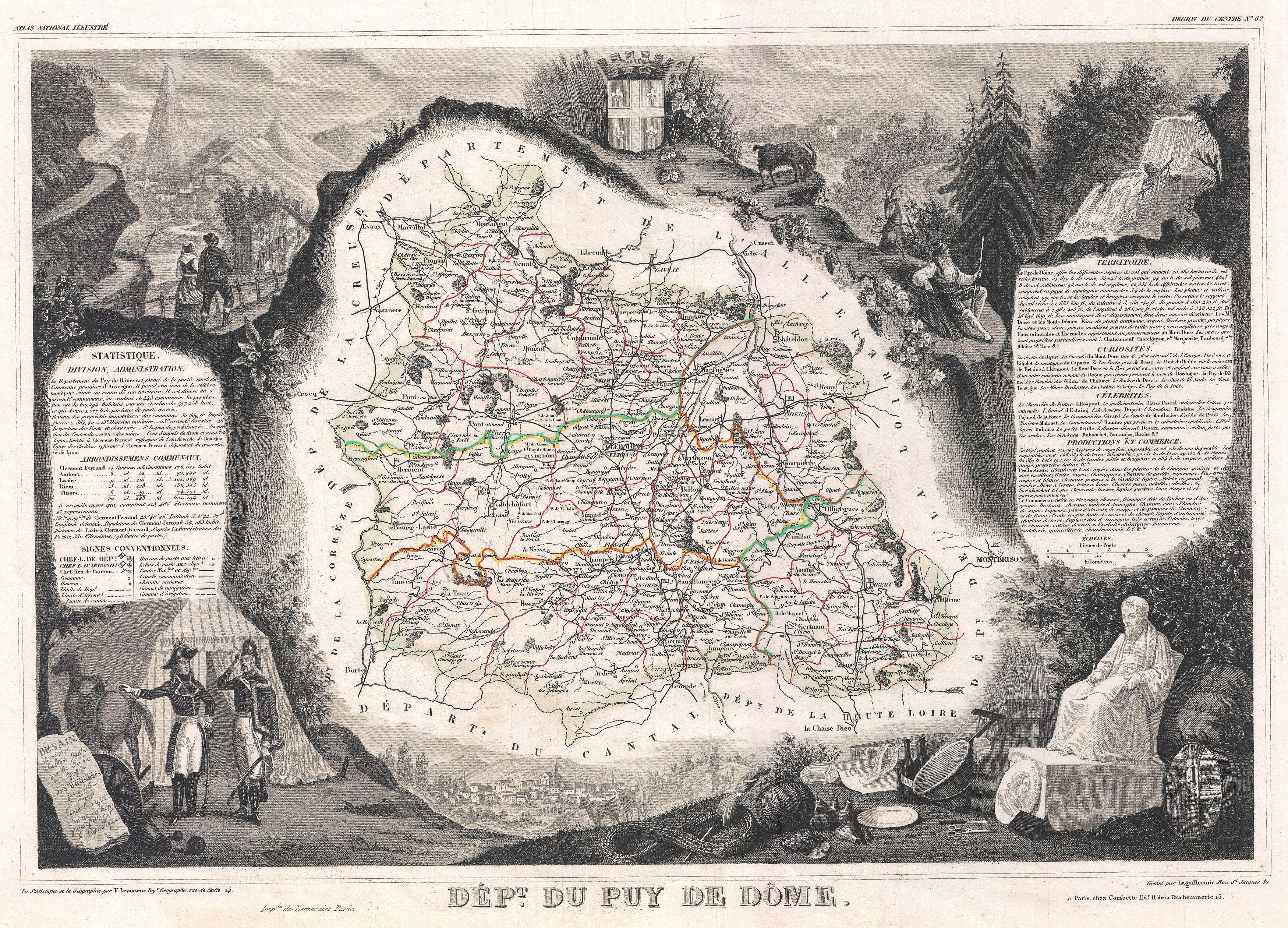
Carte Levasseur du département du Puy-de-Dôme (1852).

### XVIIIesiècle
De 1750 à 1784, l’ensemble du réseau routier est pour la première fois cartographié à grande échelle (au 1/86 400e) et de manière complète par Cassini de Thury, à la demande de Louis XV. Ces cartes sont d’une grande richesse toponymique, mais d’une grande pauvreté quant à la figuration du relief et de l’altimétrie. De même les chemins secondaires sont rarement représentés, du fait d’une part de leur état médiocre, d’autre part de leur faible importance économique,.

### XIXesiècle
L’Atlas national illustré réalisé par Victor Levasseur est un précieux témoignage du XIXe siècle, les cartes coloriées à la main sont entourées de gravures indiquant statistiques, notes historiques et illustrations caractéristiques des départements. Sur ces cartes sont représentées les routes, voies ferrées et voies d'eau. Par ailleurs, les départements sont divisés en arrondissements, cantons et communes.
En 1834, dans un ouvrage de Benoît Gonod, le réseau routier du département était structuré en sept routes royales totalisant 447,072 km, les numéros correspondant aux routes nationales :
| No de la route | Destinations | Longueur   |
| -------------- | --- | ---------- |
| R.R. 9         | « de Paris à Perpignan et à l'Espagne par Aigueperse, Le Cheix, Riom, Clermont-Ferrand, Veyre, Coudes, Issoire, Saint-Germain-Lembron » | 88,780 km  |
| R.R. 81        | « de Roanne à Clermont par Saint-Just, Chabreloche »                                                                                    | 4,770 km   |
| R.R. 89        | « de Lyon à Bordeaux par Chabreloche, Thiers, Lezoux, Pont-du-Château, Clermont, Rochefort, la Queille, Bourg-Lastic »                  | 114,410 km |
| R.R. 106       | « de Nîmes à Moulins, par Le Puy, […] par Arlanc, Marsac, Ambert, Olliergue, Courpière, Thiers, Puy-Guillaume, Ris »                    | 102,744 km |
| R.R. 122       | « de Clermont à Toulouse [s'embranchant] à la route no 89, au bourg de la Queuille, par Tauves et le Pont-de-Poste »                    | 30,850 km  |
| R.R. 141       | « de Clermont à Saintes, par Limoges, [s'embranchant] à la route no 89, au-lieu-dit la Baraque, par Pontgibaud, Pontaumur, Saint-Avit » | 49,686 km  |
| R.R. 143       | « de Clermont à Tours, par Châteauroux, [s'embranchant] à la route no 9, à Riom, […] par Saint-Bonnet, Combronde, Menat, Montaigut »    | 55,832 km  |

N.B. : la valeur annoncée dans la source (14,410 km) pour la route royale 89 est incorrecte en raison de l'oubli probable d'un chiffre par l'éditeur.
ainsi que dix routes départementales (sans rapport avec celles que l'on connaît actuellement), les huit premières totalisant 306,762 km :
| No de la route | Destinations | Longueur  |
| -------------- | --- | --------- |
| R.D. 1         | « de Clermont à Montbrison, s'embranchant à la route royale no 89, à Chiniat (lieu-dit de Vertaizon), Billom, Mauzun, Saint-Dier, Saint-Amant, Ambert et Saint-Anthème » | 85,360 km |
| R.D. 2         | « de Clermont aux Bains du Mont-Dore, [s'embranchant] sur la route royale no 122 »                                                                                       | 11,590 km |
| R.D. 3         | « d'Issoire à la Chaise-Dieu, par Parentignat, Le Vernet, Saint-Germain-l'Herm »                                                                                         | 45,084 km |
| R.D. 4         | « de Clermont à Besse, par Plauzat, Champeix, Montaigut-le-Blanc » | 32,976 km |
| R.D. 5         | « de Riom à Pontgibaud, par Volvic et Saint-Ours » | 21,582 km |
| R.D. 6         | « de Maringue à Courpière par Lezoux » | 32,100 km |
| R.D. 7         | « de Maringue à Thiers » | 14,870 km |
| R.D. 8         | « des Martres à Manglieu, Montboissier et Auzelles » | 63,200 km |
| R.D. 9         | « d'Issoire à Besse par Champeix » (en projet) | 12 km     |
| R.D. 10        | « de Maringue à Saint-Pardoux, passant par Randan, Aigueperse, Saint-Agoulin et Champs » (en projet)                                                                     | 40 km     |

Une autre route départementale reliant Tauves à Montaigut était en projet.

### XXesiècle

#### Réforme de 1930
Devant l’état très dégradé du réseau routier au lendemain de la Première Guerre mondiale et l’explosion de l’industrie automobile, l’État, constatant l’incapacité des collectivités territoriales pour remettre en état le réseau routier pour répondre aux attentes des usagers, décide d’en prendre en charge une partie. L’article 146 de la loi de finances du 16 avril 1930 prévoit ainsi le classement d’une longueur de l’ordre de 40 000 kilomètres de routes départementales dans le domaine public routier national.
En ce qui concerne le département du Puy-de-Dôme, ce classement devient effectif à la suite du décret du 28 décembre 1930.

#### Réforme de 1972
En 1972, un mouvement inverse est décidé par l’État. La loi de finances du 29 décembre 1971 prévoit le transfert dans la voirie départementale de près de 53 000 kilomètres de routes nationales. Le but poursuivi est :
- d’obtenir une meilleure responsabilité entre l’État et les collectivités locales en fonction de l’intérêt économique des différents réseaux,
- de permettre à l’État de concentrer ses efforts sur les principales liaisons d’intérêt national,
- d’accroître les responsabilités des assemblées départementales dans le sens de la décentralisation souhaitée par le gouvernement,
- d’assurer une meilleure gestion et une meilleure programmation de l’ensemble des voies.

Le transfert s’est opéré par vagues et par l’intermédiaire de plusieurs décrets publiés au Journal officiel. Après concertation, la très grande majorité des départements a accepté le transfert qui s’est opéré dès 1972. En ce qui concerne le département du Puy-de-Dôme, le transfert est acté avec un arrêté interministériel publié au journal officiel le 31 décembre 1972.

### XXIesiècle

#### Réforme de 2005
Une nouvelle vague de transferts de routes nationales vers les départements intervient avec la loi du 13 août 2004 relative aux libertés et responsabilités locales, un des actes législatifs entrant dans le cadre des actes II de la décentralisation où un grand nombre de compétences de l’État ont été transférées aux collectivités locales. Dans le domaine des transports, certaines parties des routes nationales sont transférées aux départements et, pour une infime partie, aux communes (les routes n'assurant des liaisons d’intérêt départemental).
Le décret en Conseil d’État définissant le domaine routier national prévoit ainsi que l’État conserve la propriété de 8 000 kilomètres d’autoroutes concédées et de 11 800 kilomètres de routes nationales et autoroutes non concédées et qu’il cède aux départements un réseau de 18 000 kilomètres.
Dans le département du Puy-de-Dôme, le transfert est décidé par arrêté préfectoral signé le 15 décembre 2005. 224 kilomètres de routes nationales sont déclassées. La longueur du réseau routier national dans le département passe ainsi de 225 kilomètres en 2004 à 8 en 2006 pendant que celle du réseau départemental s’accroît de 6 991 à 7 162 kilomètres.

## Caractéristiques

### Consistance du réseau
Le réseau routier comprend six catégories de voies : les autoroutes et routes nationales appartenant au domaine public routier national et gérées par l’État, les routes départementales appartenant au domaine public routier départemental et gérées par le Conseil général du Puy-de-Dôme, les routes métropolitaines appartenant au domaine public routier métropolitain et gérées par le conseil métropolitain de Clermont Auvergne Métropole et les voies communales et chemins ruraux appartenant respectivement aux domaines public et privé des communes et gérées par les municipalités. Le linéaire de routes par catégories peut évoluer avec la création de routes nouvelles ou par transferts de domanialité entre catégories par classement ou déclassement, lorsque les fonctionnalités de la route ne correspondent plus à celles attendues d’une route de la catégorie dans laquelle elle est classée. Ces transferts peuvent aussi résulter d’une démarche globale de transfert de compétences d’une collectivité vers une autre.
Au 31 décembre 2011, la longueur totale du réseau routier du département du Puy-de-Dôme est de 20 042 kilomètres, se répartissant en 217 kilomètres d'autoroutes, 1 kilomètre de routes nationales, 7 265 kilomètres de routes départementales et 12 559 kilomètres de voies communales.
Il occupe ainsi le 2e rang au niveau national sur les 96 départements métropolitains quant à sa longueur et le 16e quant à sa densité avec 2,5 kilomètres par km2 de territoire.
Trois grandes réformes ont contribué à faire évoluer notablement cette répartition : 1930, 1972 et 2005.
L'évolution du réseau routier entre 2002 et 2017 est présentée dans le tableau ci-après.
|                        | 2002   | 2003   | 2004   | 2005   | 2006   | 2007   | 2008   | 2009   | 2010   | 2011   | 2012   | 2013   | 2014   | 2015   | 2016   | 2017   |
| ---------------------- | ------ | ------ | ------ | ------ | ------ | ------ | ------ | ------ | ------ | ------ | ------ | ------ | ------ | ------ | ------ | ------ |
| Autoroutes             | 164    | 164    | 165    | 164    | 216    | 217    | 217    | 217    | 217    | 217    | 217    | 217    | 217    | 217    | 217    | 217    |
| Routes nationales      | 224    | 224    | 225    | 17     | 8      | 7      | 1      | 1      | 1      | 1      | 1      | 1      | 1      | 1      | 1      | 1      |
| Routes départementales | 6 991  | 6 991  | 6 991  | 6 967  | 7 162  | 7 163  | 7 258  | 7 258  | 7 266  | 7 265  | 7 225  | 7 219  | 7 217  | 7 217  | 7 217  | 7 210  |
| Voies communales       | 11 773 | 11 843 | 11 959 | 12 070 | 12 155 | 12 316 | 12 326 | 12 411 | 12 559 | 12 559 | 13 075 | 13 223 | 13 223 | 13 290 | 13 472 | 13 613 |
| TOTAL                  | 19 152 | 19 222 | 19 340 | 19 218 | 19 541 | 19 703 | 19 802 | 19 887 | 20 043 | 20 042 | 20 518 | 20 660 | 20 658 | 20 725 | 20 907 | 21 041 |

En 2019, Clermont Auvergne Métropole gère 1 440 km de routes situées sur son territoire.

### Nomenclature des routes

#### Routes départementales
Les chemins de grande communication (Gc) sont devenus des routes départementales dont le numéro est majoré de 200[Quand ?], sauf celles qui ont été classées dans le domaine routier national. Par exemple, le Gc 12 reliant Clermont-Ferrand à Peschadoires par Billom est devenu la RD 212 mais le Gc 28 de Maringues à Pont-du-Château est classé en RN 493 dans les années 1930 pour être déclassé RD 1093.
Les chemins d'intérêt commun (Ic) sont devenus des routes départementales dont leur numéro est reproduit à l'identique,.
Dans les années 1980[réf. nécessaire], de nombreuses routes départementales ont vu leur numéro modifié. À l'origine des embranchements de routes départementales, ils prennent un numéro différent dépendant du secteur :
- 25x et 26x pour le Livradois ;
- 30x, 31x, 32x, 33x et 34x pour le nord-est du département, à l'exception de la RD 300 issue de la renumérotation de la RD 999A, une ancienne route nationale déclassée ;
- 40x, 41x, 42x, 43x, 44x et 45x pour le nord du département, à l'exception de la RD 400 issue de la renumérotation de la RD 906A, traversant Thiers ;
- 50x, 51x, 52x, 53x, 55x, 56x, 57x et 58x pour le nord-ouest et l'ouest du département (Combrailles) ;
- 60x, 61x, 62x, 63x et 64x pour le sud-ouest (Sancy et Artense) ;
- 70x, 71x et 72x pour le sud (Cézallier et environs d'Issoire) ;
- 75x, 76x, 77x, 78x, 79x et 80x pour le centre du département (agglomération clermontoise).

#### Routes déclassées
Les routes nationales déclassées en routes départementales à l'issue de la réforme de 1972 ont un numéro composé des deux derniers chiffres de la route nationale, précédés du chiffre 9. Par exemple, la RN 141 est devenue la RD 941 et la RN 496 est devenue la RD 996. Il existe toutefois quelques exceptions :
- les routes nationales 493 et 689 sont déclassées respectivement en routes départementales 1093 et 1089, le département voisin de l'Allier ayant réservé les numéros 993 et 989 aux déclassements des routes nationales 693 et 489.

Les routes nationales déclassées à l'issue de la réforme de 2005 ont un numéro composé des trois derniers chiffres de la route nationale, précédés du chiffre 2 : la route nationale 9 est devenue la route départementale 2009, la RN 89 devient la RD 2089, la RN 144 devient la RD 2144. En revanche :
- la RN 119 est devenue la RD 69 ;
- la RN 189 est devenue la RD 2089 ;
- la RN 389, correspondant au boulevard Jacques-Bingen à Clermont-Ferrand, est devenue la RD 771.

#### Modifications de numéros de routes en 2006
Parfois, pour rationaliser un itinéraire, des numéros de routes sont modifiés[réf. souhaitée] :
- RD 21 (traversée Est de Clermont-Ferrand) → RD 2009[9] ;
- RD 447 (contournement Est de Riom) → RD 2009[9] ;
- RD 448 (contournement d'Aigueperse) → RD 2009[9] ;
- RD 799 (déviation de Beaumont) → RD 2089 ;
- RD 941 (de Clermont-Ferrand à Pontgibaud par Le Cratère) → RD 943 ;
- RD 941A (de Clermont-Ferrand aux Quatre Routes de Nébouzat) → RD 941 jusqu'à La Baraque puis RD 942 au-delà ;
- RD 941B (de La Baraque à Pontgibaud) → RD 941 ;
- RD 941C (de Durtol à Ceyrat) → RD 944 ;
- RD 906A → RD 400 ;
- RD 999A → RD 300.

## Réalisations ou événements récents
Furent créées dans les années 1980-1990 les déviations d'Ennezat, de Maringues, de Riom, de Beaumont et de Ceyrat.
- 2000 à 2006 : Autoroute A89 (Ussel-Est – Saint-Julien-Sancy en 2000, Saint-Julien-Sancy – Combronde via Pontgibaud et Manzat début 2006) et disparition des autoroutes A710 et A72 qui deviennent A89.
- vers 2004 : Création de la route départementale 979 (RD 978 – RD 52 – RD 8, déviation du Cendre), prévision de prolongement de la RD 979 vers la RD 212.